# Иван Гарванов
Иван Георгиев Гарванов с псевдоним Аврам, Атила, Павел, Саул и Давид е български революционер, председател на Централния комитет на Вътрешната македонско-одринска революционна организация.

## Биография

### Ранни години
Гарванов е роден в Стара Загора в 1869 година, тогава в Османската империя. Баща му е убит в Руско-турската война в 1877 година в боевете при Стара Загора. Иван Гарванов учи в родния си град, а в 1888 година завършва гимназия в Пловдив и след това е състудент на Даме Груев във Висшето училище в София. В 1892 година завършва Физико-математическия отдел и специализира физика във Виена.
Става учител по физика в българската гимназия в Солун през 1894 и продължава да преподава там до заточението си през 1903 година. По това време Гарванов застъпва еволюционната идея за освобождаването на Македония. В Солун Гарванов е сред основателите Българското тайно революционно братство, организация на по-консервативно настроени българи, която се противопоставя на ВМОРО, тъй като смята, че тя действа прибързано и води населението към неуспешно въстание и погром. В 1898 година участва в списването на хектографирания вестник на Братството „Борба“. През 1897 г. Христо Ганов е убит от сърбоманът Илия Пейчиновски в солунско кафене, а присъстващият Иван Гарванов се притича на помощ на другаря си, но е тежко ранен. След тази случка възгледите му започват да еволюират и той осъзнава необходимостта от въоръжена борба. Дейността на Братството среща противодействие от страна на ВМОРО и донякъде от Върховния комитет в София. Започват вътрешни междуособици и опити за взаимни покушения с ранени, макар че никой не е убит.
След като Борис Сарафов става председател на Върховния комитет през 1899 г. той предлага на Братството преговори за помирение. Това кара Гарванов да замине през 1900 г. за разговори в София. Сарафов, който открито симпатизира на Вътрешната организация, го съветва да се помирят с ВМОРО. Гарванов получава такъв съвет и от министър-председателя Рачо Петров. Остава недоволен и отива в Цариград на среща с екзарх Йосиф. Екзархът също не одобрява революционните действия на ВМОРО, но отказва да се бори срещу тях, като се мотивира, че на нейна страна са както князът, така и правителството. След тези разговори Иван Гарванов се връща в Солун и запознава Братството с положението. След обсъждане надделяват гласовете за помирение и разбирателство. Така в началото на 1900 година следва вливането на Братството във ВМОРО и Гарванов става член на Солунския революционен комитет.
Христо Силянов пише за този избор:
| „ | Съгласно споразумението, ЦК трябвало да приеме по свой избор едного от другата страна в ЦК и другиго в местния. И по правда и по разум, членството в ЦК се падаше на Гарванов, защото беше не само формалният председател, но и душата на „Революционното братство". Но не му го дадоха. Избраха Йосиф Кондов, почетен местен търговец, но без всякакви качества на вожд, а Гарванов – призвания да бъде вожд – направиха член на местния комитет. Гарванов мълчаливо преглътна огорчението си и заработва, макар и не в общото ръководство на организацията, с рицарска прямота и твърдост... Няколко месеца по-късно събитията сами извикаха Гарванова на поста, който му бе отказан... | “ |

### Във ВМОРО
В резултат на Солунската афера в началото на 1901 г. и последвалите разкрития и арести на ръководни дейци на организацията голяма част книжа и архиви попадат в турските власти. Централният комитет на ВМОРО е парализиран, тъй като двама от тримата му членове са арестувани. Иван Хаджиниколов е единственият член на ЦК, който успява първоначално да избегне ареста. Той се опасява, че ще бъде арестуван и дава пълномощия на Ив. Гарванов, Спас Мартинов и Димитър Мирчев да съставят нов ЦК. Впоследствие Гарванов е избран за председател на Централния комитет. Хаджиниколов е арестуван на 5 март в Солун. Междувременно през март в София е арестуван и председателят на ВМОК Борис Сарафов, който е обвинен в участие в убийството на румънския журналист Стефан Михайляну. Така правителството лансира ген. Иван Цончев и той успява да овладее Върховния комитет. Тази промяна създава напрежение между ВМОРО и ВМОК. Междувременно след инцидент с оръжие, при който е убит Яким Игнатиев, Гарванов е арестуван за два месеца. След освобождаването си той се опитва да тушира назряващия конфликт с ВМОК и заминава за София на преговори, но не постига особен успех. ВМОК започва активно да изпраща чети в Македония и извършва усилена подготовка за въстание, което е посрещнато зле от ВМОРО. През септември 1902 година избухва неуспешното Горноджумайско въстание. След неговия разгром последват репресии на турците срещу ВМОРО.
При тези обстоятелства Гарванов председателства Солунския конгрес в началото на 1903 година, който взема решение за вдигане на въстание. Решението за вдигане на въстание било окончателно, но Гарванов искал да го обсъди и с останалите първи хора на организацията. Затова към средата на януари той и Велко Думев пристигнали в София за преговори. В края на краищата Задграничното представителство на организацията в София след дълги дискусии се присъединява към това решение. По това време Гарванов научава за подготовката на терористични актове, които могат да провалят въстанието. След преговори със заговорниците той не успява да предотврати Солунските атентати и при последвалите арести в навечерието на Илинденското въстание Гарванов е заточен „доживот“ на остров Родос.
| “ | Серско, 10 октомври 1907 г. Протокол Окръжният комитет на Серския революционен окръг в пълен състав, събран на 10 октомври 1907 г. на заседание по повод разкрития заговор на групата Гарванов-Сарафов, представляваща българското националистично течение в организацията, която от своя страна е замислювала да разстрои положението като обезсили и подчини на своето влияние стоящите на принципа за целостта и независимостта на организацията дейци от Серския революционен окръг, взе в съображение следните обстоятелства: I. Сама по себе си съединената група Гарванов-Сарафов се е стремяла винаги да експлоатира македонския проблем, постепенно превърнат в средство за съществуването на известни личности, лишени от всякакъв революционен идеал и водими изключително от егоистични и славолюбиви побуждения, като не държи сметка за употребяваните подли средства по отношение на идейните си противници и влага само личен елемент с участието си в революционното движение. II. Чувствувайки се слаби в основата си и неспособни да се борят на теоретична почва, те са усвоили методи неприсъщи на истински революционери и винаги са се стремили да. спъват революционното движение, като са го отклонявали от пряката му цел и са ангажирвали времето и енергията на организационните дейци във вътрешни раздори и междуособици. III. Верни на горното начало, те са решили и замислювали да прокарат влиянието си и в Серския революционен окръг, като са избрали за оръдие на своята цел, близка тям по нравствените си качества личност – драмския околийски войвода М. Даев. IV. От своя страна М. Даев, съзнавайки се виновен и отговорен за влошеното положение в Драмска околия, достатъчно компрометиран и станал невъзможен между население и другари и сам по себе славолюбив, извратен и лишен от всякакъв идеен възглед, макар и да бе дал писмена декларация на Окръжния комитет, че възприема становището и поддържа другарите си от окръга, едновременно с това е бил в преписка и сношение с Гарванов-Пенчев, за да приложи уговорената между него и тях обща замисъл, да ги подпомогне и улесни отвътре за нахлуването на техни хора и завземането на окръга. V. За да се обезпечи успехът на горния заговор, нужно е било съдействието на съучастници из самата вътрешност, а като най-главно онова на Паница, комуто най-после, мислейки да добие одобрението, Даев е разкрил заговора и го е натоварил да замине в България, гдето да се срещне с Гарванов-Сарафов и непосредствено дадат окончателна форма на плана за действие, а сам Даев при пристигането на Чудомир и Бунов в Драмска околия за конгреса е приготвил тяхното избиване. VI. Други вероятни съучастници и помагачи на плана са мислили да вербуват в лицето на Запрянов, Чавдар, Занков, който е донесъл из България от тях писмо Даеву и се е готвил да заеме Демирхисарско. Вън от тях те са подготвили и имали на разположение за този случай изпъдените от Кадикьойско четници. VII. Последното писмо на Даева до Гарванов и Пенчев съдържа поканата да му дадат обещаната от тях помощ, понеже моментът бил удобен и следвало да се пристъпи към действие – което писмо се съхранява в архивата на Окръжния комитет. Тези домогвания на Гарванов-Сарафов, станали наемници и агенти на българската държава и съвършено компрометирани като организационни дейци и действующи от името на българските държавнически и династически интереси – са един акт на престъпление, насочен в дадения случай еднакво до независимостта и целостта на организацията и до представителите на нашето идейно течение. По силата на взетите от общия конгрес решения, вписани в циркулярите и чл. 205 от правилника, буква „Д", комбинирани с буква „Ж" от същия член и въз основа на документите и данните по разкрития заговор, Окръжният комитет на Серския революционен окръг осъди на смърт: Борис Сарафов, Иван Гарванов и Михаил Даев. С прилагането на присъдата по отношение на Борис Сарафов и Гарванов натоварва се Т. Паница, а Окръжният комитет ще изпълни онази към Даев. Горният акт ще бъде същевременно и начало на тази система към всички онези, които биха действували по такъв начин. Я. Сандански Чудомир Скрижевски А. Буйнов /Печат/ | ” |
|   | |   |

В 1904 година е амнистиран от властите и се установява в София като учител във Втора мъжка гимназия. Същевременно е избран за временен задграничен представител на Скопски и Битолски революционни окръзи. Продължава дейността си във ВМОРО, като активист на десницата. През 1905 година се изостря конфликта между фракциите във ВМОРО и на Рилски конгрес е решено Даме Груев, Борис Сарафов, Иван Гарванов и Христо Матов да бъдат отстранени от управленито, като решението е подкрепено от Гьорче Петров, Пере Тошев и Петър Попарсов. След като през 1906 г. загива Даме Груев, наричан „геният на компромиса“ между двете крила, разногласията им провалят предвидения помирителен конгрес на организацията в София и довеждат до окончателен разкол. Независимо от това Иван Гарванов е избран в Задграничното представителство на ВМОРО в София на Съвещателно събрание на десницата на 7 декември същата година. Две от десните враждуващи дотогава течения – умереното (наричани „гарванисти“) и идейно-либералната фракция, ръководена от Борис Сарафов, се помиряват. Фракцията на Христо Матов също ги подкрепя. Така десните успяват да запазят официалното си положение и влиянието си за още една година.
Впоследствие Временното задгранично представителство, съставено от Гарванов, Матов и Сарафов, организира през 1907 г. активна дейност по редовното изпращане на чети в Македония с финансовата подкрепата на двореца. Това предизвиква острата реакция на левичарите. В публикуваното през ноември 1907 година писмо от серчани, сред обвиненията срещу Гарванов и Сарафов е и това, че те „съвместно с българското правителство инспирират безразборното нахлуване на масови чети във вътрешността“. Издадена е и смъртна присъда, която е подписана от Яне Сандански, Чудомир Кантарджиев, Георги Скрижовски и Александър Буйнов. На 28 ноември 1907 година по заповед на Яне Сандански, Тодор Паница застрелва двама от задграничните представители: Иван Гарванов и Борис Сарафов. Преди това по същия начин е застрелян Михаил Даев и така се слага началото на братоубийствата в македоно-одринското освободително движение.

## Памет
На Иван Гарванов е наречена улица в кварталите „Красна поляна 2“ и „Факултета“ в София (Карта).